# Sofia Edvige di Brunswick-Lüneburg
Sofia Edvige di Brunswick-Wolfenbüttel (Wolfenbüttel, 13 giugno 1592 – Arnhem, 13 gennaio 1642) è stata una nobildonna tedesca, duchessa di Brunswick-Lüneburg per nascita e contessa di Nassau-Dietz per matrimonio.

## Biografia
I suoi genitori erano il duca Enrico Giulio di Brunswick-Wolfenbüttel (1564-1613) e la principessa Elisabetta di Danimarca (1573-1625), figlia maggiore del re Federico II di Danimarca.
Durante la guerra dei trent'anni ha impedito i saccheggi e squartando in città e la contea di Dietz e ha abilmente negoziato con i comandanti dell'esercito.
Sul piano nazionale, curò la popolazione rurale e fece in modo che ci fosse una fornitura sufficiente di cibo e acqua. Quando Dietz venne colpita da una epidemia di peste nel 1635, lei fu pronta ad aiutare la popolazione che soffriva.

## Matrimonio
L'8 giugno 1607, Sofia Edvige sposò il conte Ernesto Casimiro I di Nassau-Dietz (1573-1632).
Solo due dei suoi figli ha raggiunto l'età adulta:
- Enrico Casimiro I (1612-1640), caduto in battaglia durante la Assedio di Hulst;
- Guglielmo Federico (1613-1664).

## Morte
Morì il 13 gennaio 1642 e venne sepolta nella cripta a Leeuwarden.

## Ascendenza
|                                                                                      |                                    |                                                         | Genitori                                               |  |  | Nonni |  |  | Bisnonni                                            |  |  | Trisnonni                                              |  |
|                                                                                      |                                    |                                                         |                                                        |  |  |       |  |  | 8. Enrico V, XIV principe di Brunswick-Wolfenbüttel |  |  | 16. Enrico IV, XIII principe di Brunswick-Wolfenbüttel |  |
|                                                                                      |                                    |                                                         |                                                        |  |  |       |  |  | 8. Enrico V, XIV principe di Brunswick-Wolfenbüttel |  |  | 16. Enrico IV, XIII principe di Brunswick-Wolfenbüttel |  |
|                                                                                      |                                    | 17. Caterina di Pomerania-Wolgast                       |                                                        |  |  |       |  |  | 8. Enrico V, XIV principe di Brunswick-Wolfenbüttel |  |  |                                                        |  |
| 4. Giulio, XV principe di Brunswick-Wolfenbüttel e VI principe di Calenberg          |                                    |                                                         |                                                        |  |  |       |  |  | 8. Enrico V, XIV principe di Brunswick-Wolfenbüttel |  |  |                                                        |  |
|                                                                                      |                                    | 9. Maria di Württemberg-Mömpelgard                      | 18. Enrico, I conte di Württemberg-Mömpelgard          |  |  |       |  |  |                                                     |  |  |                                                        |  |
|                                                                                      |                                    | 9. Maria di Württemberg-Mömpelgard                      | 18. Enrico, I conte di Württemberg-Mömpelgard          |  |  |       |  |  |                                                     |  |  |                                                        |  |
|                                                                                      |                                    | 9. Maria di Württemberg-Mömpelgard                      | 19. Eva di Salm                                        |  |  |       |  |  |                                                     |  |  |                                                        |  |
| 2. Enrico Giulio, XVI principe di Brunswick-Wolfenbüttel e VII principe di Calenberg |                                    | 9. Maria di Württemberg-Mömpelgard                      |                                                        |  |  |       |  |  |                                                     |  |  |                                                        |  |
|                                                                                      |                                    | 10. Gioacchino II, XII principe elettore di Brandeburgo | 20. Gioacchino I, XI principe elettore di Brandeburgo  |  |  |       |  |  |                                                     |  |  |                                                        |  |
|                                                                                      |                                    | 10. Gioacchino II, XII principe elettore di Brandeburgo | 20. Gioacchino I, XI principe elettore di Brandeburgo  |  |  |       |  |  |                                                     |  |  |                                                        |  |
|                                                                                      |                                    | 10. Gioacchino II, XII principe elettore di Brandeburgo | 21. Elisabetta di Danimarca                            |  |  |       |  |  |                                                     |  |  |                                                        |  |
| 5. Edvige di Brandeburgo                                                             |                                    | 10. Gioacchino II, XII principe elettore di Brandeburgo |                                                        |  |  |       |  |  |                                                     |  |  |                                                        |  |
|                                                                                      |                                    | 11. Edvige di Polonia                                   | 22. Sigismondo I, re di Polonia e granduca di Lituania |  |  |       |  |  |                                                     |  |  |                                                        |  |
|                                                                                      |                                    | 11. Edvige di Polonia                                   | 22. Sigismondo I, re di Polonia e granduca di Lituania |  |  |       |  |  |                                                     |  |  |                                                        |  |
|                                                                                      |                                    | 11. Edvige di Polonia                                   | 23. Barbara Zápolya                                    |  |  |       |  |  |                                                     |  |  |                                                        |  |
| 1. Sofia Edvige di Brunswick-Wolfenbüttel                                            |                                    | 11. Edvige di Polonia                                   |                                                        |  |  |       |  |  |                                                     |  |  |                                                        |  |
|                                                                                      | 12. Cristiano III, re di Danimarca | 24. Federico I, re di Danimarca                         |                                                        |  |  |       |  |  |                                                     |  |  |                                                        |  |
|                                                                                      | 12. Cristiano III, re di Danimarca | 24. Federico I, re di Danimarca                         |                                                        |  |  |       |  |  |                                                     |  |  |                                                        |  |
|                                                                                      | 12. Cristiano III, re di Danimarca | 25. Anna di Brandeburgo                                 |                                                        |  |  |       |  |  |                                                     |  |  |                                                        |  |
| 6. Federico II, re di Danimarca                                                      | 12. Cristiano III, re di Danimarca |                                                         |                                                        |  |  |       |  |  |                                                     |  |  |                                                        |  |
|                                                                                      |                                    | 13. Dorotea di Sassonia-Lauenburg                       | 26. Magnus I, IV duca di Sassonia-Lauenburg            |  |  |       |  |  |                                                     |  |  |                                                        |  |
|                                                                                      |                                    | 13. Dorotea di Sassonia-Lauenburg                       | 26. Magnus I, IV duca di Sassonia-Lauenburg            |  |  |       |  |  |                                                     |  |  |                                                        |  |
|                                                                                      |                                    | 13. Dorotea di Sassonia-Lauenburg                       | 27. Caterina di Brunswick-Wolfenbüttel                 |  |  |       |  |  |                                                     |  |  |                                                        |  |
| 3. Elisabetta di Danimarca                                                           |                                    | 13. Dorotea di Sassonia-Lauenburg                       |                                                        |  |  |       |  |  |                                                     |  |  |                                                        |  |
|                                                                                      |                                    | 14. Ulrico III, II duca di Meclemburgo-Güstrow          | 28. Alberto VII, I duca di Meclemburgo-Güstrow         |  |  |       |  |  |                                                     |  |  |                                                        |  |
|                                                                                      |                                    | 14. Ulrico III, II duca di Meclemburgo-Güstrow          | 28. Alberto VII, I duca di Meclemburgo-Güstrow         |  |  |       |  |  |                                                     |  |  |                                                        |  |
|                                                                                      |                                    | 14. Ulrico III, II duca di Meclemburgo-Güstrow          | 29. Anna di Brandeburgo                                |  |  |       |  |  |                                                     |  |  |                                                        |  |
| 7. Sofia di Meclemburgo-Güstrow                                                      |                                    | 14. Ulrico III, II duca di Meclemburgo-Güstrow          |                                                        |  |  |       |  |  |                                                     |  |  |                                                        |  |
|                                                                                      |                                    | 15. Elisabetta di Danimarca                             | 30. Federico I, re di Danimarca (= 24)                 |  |  |       |  |  |                                                     |  |  |                                                        |  |
|                                                                                      |                                    | 15. Elisabetta di Danimarca                             | 30. Federico I, re di Danimarca (= 24)                 |  |  |       |  |  |                                                     |  |  |                                                        |  |
|                                                                                      |                                    | 15. Elisabetta di Danimarca                             | 31. Sofia di Pomerania                                 |  |  |       |  |  |                                                     |  |  |                                                        |  |
|                                                                                      |                                    | 15. Elisabetta di Danimarca                             |                                                        |  |  |       |  |  |                                                     |  |  |                                                        |  |